# José Antonio Abásolo Álvarez
José Antonio Abásolo Álvarez (Pancorbo, 23 de noviembre de 1947) es un arqueólogo español, catedrático de arqueología de la Universidad de Valladolid, donde impartía clases en la facultad de Filosofía y Letras hasta su jubilación forzosa en 2018. Está considerado como uno de los mayores especialistas en la red viaria de la Hispania Romana.[cita requerida] Es además académico de la Institución Tello Téllez de Meneses desde el 4 de julio de 2004.

## Biografía
Pionero en la elaboración de la Carta Arqueológica de la Provincia de Burgos durante 1977 y 1978, Abásolo tuvo oportunidad de conocer de primera mano la mayoría de yacimientos de la zona norte de Castilla y León. Colaborador junto con Javier Cortes Álvarez de Miranda, Fernando Pérez Rodríguez-Aragón y Miguel Nozal Calvo en las excavaciones de la villa romana de La Olmeda durante varias campañas, es un gran conocedor de la comarca de la Vega de Saldaña, en Palencia. 
Cabe destacar también sus obras publicadas en torno al estudio de Pisoraca y Segisama, yacimientos de vital importancia para comprender la romanización del norte de Hispania. Además de las provincias de Burgos y Palencia, Abásolo ha publicado diversas obras estudiando yacimientos de las provincias de Álava, Segovia, Zamora y Valladolid.
En los últimos años ha ejercido como asesor técnico de varias investigaciones y excavaciones arqueológicas, como por ejemplo en las de la villa romana de El Vergel en la provincia de Ávila.

## Obra

### Libros
- Álvarez García, José Antonio; Cortes Álvarez de Miranda, Javier y Marcos Herrán, Francisco Javier (2004). Los recipientes de vidrio de las necrópolis de La Olmeda (Palencia). Diputación de Palencia (Palencia). ISBN 84-8173-109-9.
- Abásolo Álvarez, José Antonio; Cortes Álvarez de Miranda, Javier y  Pérez Rodríguez-Aragón, Fernando (1997). La necrópolis Norte de La Olmeda (Pedrosa de la Vega, (Palencia). Diputación de Palencia (Palencia). ISBN 84-8173-057-2.
- Abásolo Álvarez, José Antonio y García Rozas, Rosario (1993). Excavaciones en Sasamón (Burgos). Madrid : Instituto de Conservación y Restauración de Bienes Culturales. ISBN 84-7483-912-2.
- Abásolo Álvarez, José Antonio; Cortes Álvarez de Miranda, Javier; Pérez Rodríguez-Aragón, Fernando y Vighi, Almudena (1984). Excavaciones arqueológicas en el yacimiento de La Morterona (Saldaña, Palencia). Diputación de Palencia (Palencia). ISBN 84-505-1263-8.
- Abásolo Álvarez, José Antonio (1978). Las vías romanas de Clunia. Burgos: Diputación Provincial, Servicio de Investigaciones Arqueológicas. ISBN 84-600-1166-6.
- Abásolo Álvarez, José Antonio (1978). Carta arqueológica de la provincia de Burgos: partidos judiciales de Castrojeriz y Villadiego. Burgos: Diputación Provincial, D.L. ISBN 84-7009-061-5.
- Abásolo Álvarez, José Antonio y Ruiz Vélez, Ignacio (1977). Carta arqueológica de la provincia de Burgos: partido judicial de Burgos. Burgos :Diputación Provincial, D.L. ISBN 84-7009-044-5.

### Artículos
- Stylow, Armin y Abásolo Álvarez, José Antonio (2006). «Fragmento de bronce con nuevo texto jurídico». Almajar: Revista de Historia, Arqueología y Patrimonio de Villamartín y la Sierra de Cádiz (3). ISSN 1696-6244,  pags. 21-25.
- Rodríguez Rodríguez, María Adelaida y Abásolo Álvarez, José Antonio (2005). «"Sempronii" devotos de Silvano y Júpiter en dos aras burgalesas». Boletín de la Institución Fernán González (230). ISSN 0211-8998,  pags. 69-78.
- Abásolo Álvarez, José Antonio (2005). «"Monumentum y Memoria" en territorio palentino: Discurso de toma de posesión como Académico Numerario». Publicaciones de la Institución Tello Téllez de Meneses (76). ISSN 0210-7317,  pags. 27-119. Descargar
- Alcalde Crespo, Gonzalo y Abásolo Álvarez, José Antonio (2003). «Altares funerarios en Cildá: epitafio de Tureni». Publicaciones de la Institución Tello Téllez de Meneses (74). ISSN 0210-7317,  pags. 117-124. Descargar
- Ruiz Vélez, Ignacio; Rodríguez Rodríguez, María Adelaida y Abásolo Álvarez, José Antonio (2003-2004). «El conjunto arqueológico de Alto de Rodilla (Monasterio de Rodilla, Burgos)». Boletín del Seminario de Estudios de Arte y Arqueología (69-70). ISSN 0210-9573,  pags. 115-146. Resumen
- Pérez Rodríguez-Aragón, Fernando; Abásolo Álvarez, José Antonio y Cortes Álvarez de Miranda, Javier (1996). «Notas acerca de la tardoantigüedad en tierras palentinas. El mundo funerario». Actas del III Congreso de Historia de Palencia (Palencia - 1995). Palencia: Diputación Provincial. pp. 209-237. ISBN 84-8173-034-3.

- Abásolo Álvarez, José Antonio y Pérez Rodríguez-Aragón, Fernando (1987). «Acerca de Saldania Romana». Actas del I Congreso de Historia de Palencia (Castillo de Monzón de Campos - 1985). Palencia: Diputación Provincial. pp. 559-571. ISBN 84-505-5220-6.